# Кейт Куин
Кейт Куин (на английски: Kate Quinn) е американска писателка, авторка на бестселъри в жанра исторически роман.

## Биография и творчество
Кейт Куин е родена на 30 ноември 1981 г. в Лонг Бийч, Калифорния, САЩ. Майка ѝ е историк, работи като библиотекарка, и Кейт слуша много разкази за Древен Рим, Юлий Цезар и Александър Велики. Опитва да пише от малка и мечтае да стане писател, като напише роман за гладиатор.
Учи в Бостънския университет и получава бакалавърска и магистърска степен по класическо пеене. Докато учи в университета започва да пише първия си роман.
Дебютният ѝ исторически роман „Господарката на Рим“ от поредицата „Рим“ е издаден през 2010 г. Той става бестселър и я прави известна.
Кейт Куин живее със семейството си в Мериленд.

## Произведения

### Самостоятелни романи
- A Year of Ravens (2015) – с Рут Даунди, Стефани Драй, Е. Найт, Вики Алвеар Шектър, С. Дж. А. Търни и Ръсел Уитфилд
- A Song of War (2016) – с Крисчън Камерън, Либи Хоукър, Вики Алвеар Шеттър, Стефани Торнтън, С. Дж. А. Търни и Ръсел Уитфийлд
- The Alice Network (2017)
Мрежата на Алис, изд. „Анишър“, София (2019), прев. Кристина Георгиева
- The Huntress (2019)
- Ribbons of Scarlet (2019) (with others)
- The Rose Code (2021)
- The Diamond Eye (2022)
Диамантеното око, изд. „СофтПрес“, София (2024), прев. Даня Доганова
- The Phoenix Crown (2023) (with Janie Chang)
- The Briar Club (2024)

### Серия „Рим“ (Rome)
1. Mistress of Rome (2010)
Господарката на Рим, изд.: „Сиела“, София (2010), прев. Ана Лулчева
2. Daughters of Rome (2011)
Дъщерите на Рим, изд.: „Сиела“, София (2012), прев. Емилия Ничева-Карастойчева
3. Empress of the Seven Hills (2012) – издаден и като „Empress of Rome“
Императрицата на седемте хълма, изд.: „Сиела“, София (2013), прев. Емилия Ничева-Карастойчева
4. Lady of the Eternal City (2015)

### Серия „Борджиите“ (Borgias)
1. The Serpent and the Pearl (2013)
2. The Lion and the Rose (2014)

### Серия „Помпей“ (Pompeii)
със Стефани Драй, Бен Кейн, Софи Перино и Вики Алвеар Шектър
1. A Day of Fire (2014)

### Новели
- The Three Fates (2015)